# La voce della Luna
La voce della Luna ("A Voz da Lua") é o último filme do diretor italiano Federico Fellini, com sua característica atmosfera de sonho e fantasia. A Voz da Lua mostra as divagações do lunático Ivo Salvini, interpretado pelo comediante italiano Roberto Benigni. 
Recém-saído de um manicômio, ele vê o mundo de maneira diferente das outras pessoas, de um jeito poético e particular. Enquanto sonha com o amor, conta com a voz da lua para guiá-lo em suas aventuras. Uma experiência sucede a outra e, em todas elas, Fellini trata de evocar os males do mundo modernos e os conflitos da natureza humana, com muita sensibilidade. 
O filme é baseado na novela O Poema do Lunático, de Ermano Cavazzoni.